# Carl Vilhelm Thor Aagaard
Carl Vilhelm Thor Aagaard (* 7. August 1877 in Kopenhagen; † 29. Januar 1960 ebenda) war ein dänischer Maler.

## Leben
Carl Vilhelm Thor Aagaard war ein Sohn des Kaufmanns Daniel Vilhelm Conrad Aagaard und der Kristine Kathrine Christensen. Ab 1895 studierte er fünf Jahre lang an der Kunstakademie in Kopenhagen, wobei er u. a. bei Frederik Vermehren, Frants Henningsen und Otto Bache Unterricht nahm. Nach der Beendigung seines Studiums beteiligte er sich 1900 an der Frühjahrsausstellung im Schloss Charlottenborg, wo er u. a. sein Porträt eines jungen Mädchens zeigte. Im Jahr 1900 reiste er auch nach Berlin, wo er sich bis 1901 aufhielt. Zuerst arbeitete er als Radierer, befasste sich aber später in erster Linie mit der Lehr- und Publikationstätigkeit. 1908 unternahm er eine Studienreise nach Frankreich, Holland und Deutschland und begab sich 1912 nochmals nach Deutschland. Letztmals präsentierte er seine künstlerischen Werke bei der Septemberausstellung 1911 der Öffentlichkeit; bei dieser Gelegenheit waren von ihm gefertigte Porträts, Landschaftsmalereien und Genrebilder zu sehen. Von 1908 bis 1940 lehrte er an der Kopenhagener Kunstakademie und war von 1924 bis 1940 außerordentlicher Professor im Fach Perspektive und Leiter der Perspektivschule. Danach zog er sich von der Lehrtätigkeit zurück. Er verfasste u. a. die Schrift Perspektivlæren i praktisk Anvendelse, eine Sammlung von Konstruktionen mit erläuterndem Text für den Unterricht (2 Bände, 1926; 2. Auflage 1942). Auch schrieb er den Roman Lukkede Porte (1930).